# OS X Sea Lion
もしかして
- OS X Mavericks

ではありませんか？